# Julien Simon-Chautemps
Julien Simon-Chautemps (14 maggio 1978) è un ingegnere francese, ingegnere della Sauber Motorsport AG, scuderia con sede in Svizzera.

## Carriera
Simon-Chautemps si è laureato presso l'Institut polytechnique des sciences avancées (2002). Ha iniziato la sua carriera come direttore tecnico di Prema Powerteam (2003-2007) e poi in Trident Racing (2007). 
Si è trasferito in Formula Uno nel 2007. Dal 2007-2010 è stato ingegnere di pista per Jarno Trulli in Toyota e Lotus.
Nel 2011 si è trasferito alla Renault ed è stato ingegnere di Vitalij Petrov, Kimi Räikkönen, Pastor Maldonado, Romain Grosjean e Jolyon Palmer.
Nel 2017, Simon-Chautemps si è trasferito alla Sauber F1 Team, dove è stato ingegnere di Marcus Ericsson e Antonio Giovinazzi.
Nel 2019 è l’ingegnere di Kimi Räikkönen.